# Frederiksborgs amt
Frederiksborgs amt (danska: Frederiksborg Amt) var ett amt i östra Danmark. Amtet omfattade ett område i den nordöstra delen av ön Själland, norr om Köpenhamns huvudstadsområde, landet mellan Öresund, Kattegatt och Roskildefjorden samt halvön Hornsherred, mellan den senare och Isefjorden. Området är småkuperat och rikt på sjöar som Arresø, Esrum Sø, Gurre Sø och Furesø. Utöver residensstaden Hillerød, omfattade amtet även städerna Frederikssund, Frederiksværk och Helsingör.

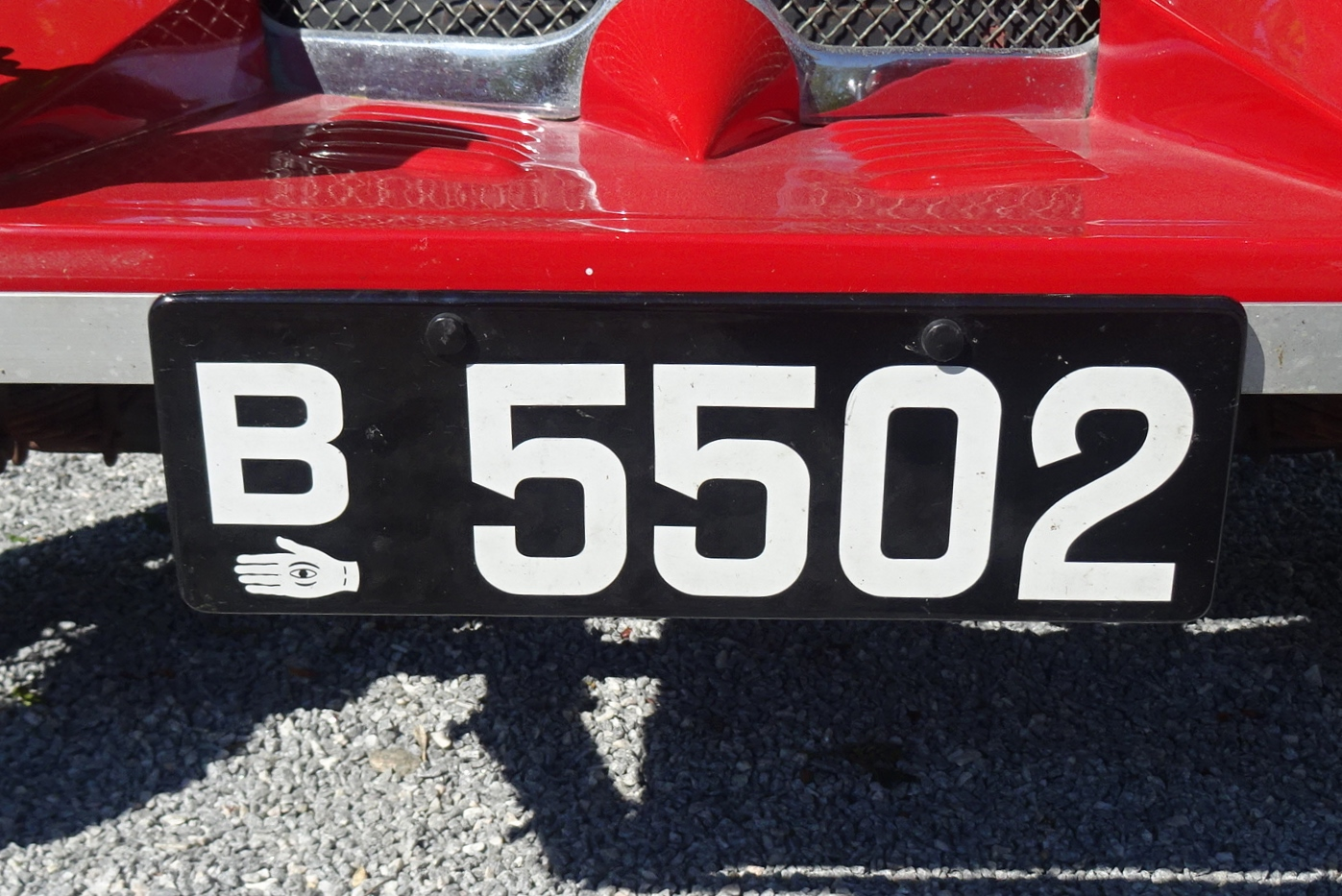
Gammal registreringsskylt från Frederiksborgs amt.

## Administrativ historik
Frederiksborgs amt bildades när Danmarks län ersattes av amt 1662 och ersatte då det dåvarande slottslänet Frederiksborgs län. Det omfattade då endast Lynge-Frederiksborgs och Strø härader samt den västra delen av Ølstykke härad (Snostrups, Stenløse, Veksø och Ølstykke socknar)
I samband med amtsreformen 1793 gick Hørsholms, Jægerspris och Kronborgs amt upp i Frederiksborgs amt.
1800 fördes den östra delen av Ølstykke härad (Farums, Ganløse och Slagslunde socknar) över från Köpenhamns amt till Frederiksborgs amt.
1808 upplöstes Roskilde amt och delades. Huvuddelen fördes till Köpenhamns amt medan området motsvarande det gamla Abrahamstrups amt (södra delen av Horns härad) fördes till Frederiksborgs amt.
Amtets gränser förblev oförändrade vid kommunreformen 1970.
Sedan den 1 januari 2007 är området en del av Region Hovedstaden.

## Kommuner
Frederiksborgs amt bestod mellan 1970 och 2006 av 19 kommuner:
| - Allerøds kommun - Birkerøds kommun - Farums kommun - Fredensborg-Humlebæks kommun - Frederikssunds kommun - Frederiksværks kommun - Græsted-Gilleleje kommun - Helsinge kommun - Helsingørs kommun - Hillerøds kommun | - Hundesteds kommun - Hørsholms kommun - Jægerspris kommun - Karlebo kommun - Skibby kommun - Skævinge kommun - Slangerups kommun - Stenløse kommun - Ølstykke kommun |

## Härader

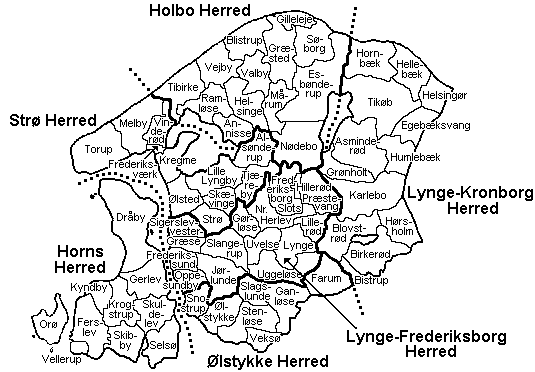
Karta över Frederiksborgs amt med dess indelning i härader och socknar (före kommunreformen 1970).

Frederiksborgs amt omfattade mellan 1808 och 1970 sex härader:
- Holbo härad
- Horns härad
- Lynge-Frederiksborgs härad
- Lynge-Kronborgs härad
- Strø härad
- Ølstykke härad